# Śledziona

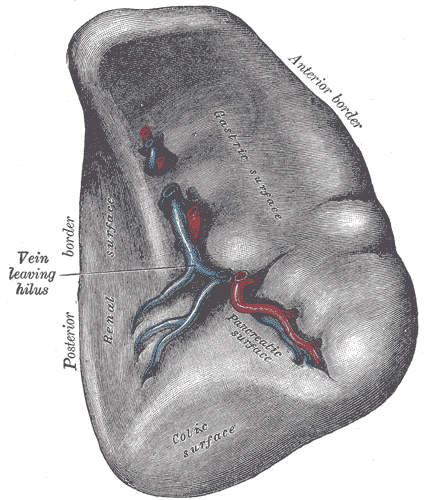
Śledziona człowieka od strony powierzchni trzewnej

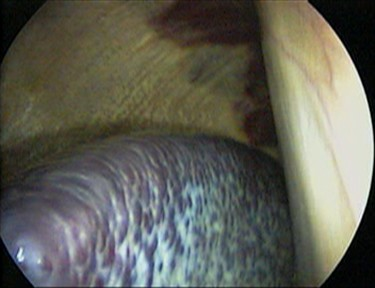
Końska śledziona w obrazie laparoskopowym

Śledziona (łac. splen, lien) – narząd występujący u kręgowców. U człowieka jest największym narządem limfatycznym.

## Anatomia śledziony człowieka i innych ssaków

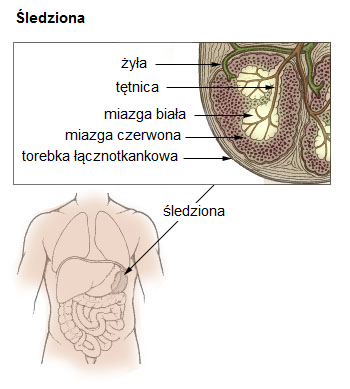
Budowa śledziony

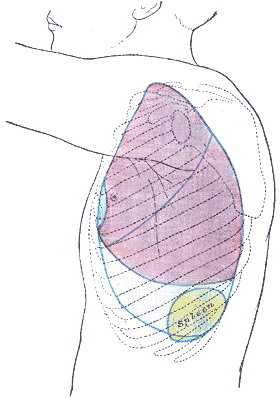
Topografia śledziony u człowieka (zaznaczona na żółto)

Znajduje się w jamie brzusznej, wewnątrzotrzewnowo, w lewym podżebrzu pomiędzy IX a XI żebrem. Jej długa oś u człowieka w pozycji leżącej biegnie wzdłuż dziesiątego żebra. W pozycji stojącej przód narządu zwrócony w stronę mostka nieco się obniża, ale u zdrowego dorosłego śledziona nigdy nie jest wyczuwalna pod łukiem żebrowym. Wielkość i kształt śledziony w dużej mierze zależą od stopnia wypełnienia jej krwią. Średnio waży około 150 g i mieści około 50 ml krwi, chociaż może jej zmagazynować kilkakrotnie więcej. Barwa, rozmiar i kształt wykazują zmienność gatunkową, przykładowo:
- u świni śledziona ma barwę jasnoczerwoną, kształt wydłużony, na przekroju trójkątny[2], jej masa odpowiada 0,1–0,3% masy ciała zwierzęcia[3]
- u konia ma kształt wygiętego trójkąta (podobnie do ostrza topora), jest stosunkowo miękka, ma barwę od niebieskoczerwonej po niebieskofioletową[2], waży 0,5–1,5 kg[3]
- u bydła jest szeroka i długa, z zaokrąglonymi końcami[2], o czerwonobrunatnej barwie (w przypadku buhajów) i masie 0,5–1 kg[3]
- u psów ma wyraźnie rozszerzony koniec dobrzuszny i jest żywoczerwona[2], jej masa odpowiada 0,08–0,4% masy ciała zwierzęcia[3]
- u owiec stosunkowo niewielka, o trójkątnym kształcie[2] z szerszym końcem dogrzbietowym, czerwonobrunatna[3]

Śledziona człowieka ma powierzchnię przeponową (facies diaphragmatica lienis), wypukłą, przylegającą do przepony i trzewną (facies visceralis lienis), składającą się z powierzchni żołądkowej (facies gastrica lienis), nerkowej (facies renalis lienis) i okrężniczej (facies colica lienis). Na powierzchni trzewnej śledziony znajduje się zagłębienie, w którym rozgałęziają się naczynia śledzionowe, tzw. wnęka śledziony (hilus lienis).
Połączona jest z innymi narządami za pomocą więzadeł, do których zaliczają się: więzadło żołądkowo-śledzionowe rozciągające się między żołądkiem i śledzioną, więzadło przeponowo-śledzionowe łączące śledzionę z przeponą i podtrzymujące narząd od dołu więzadło przeponowo-okrężnicze.

### Budowa mikroskopowa

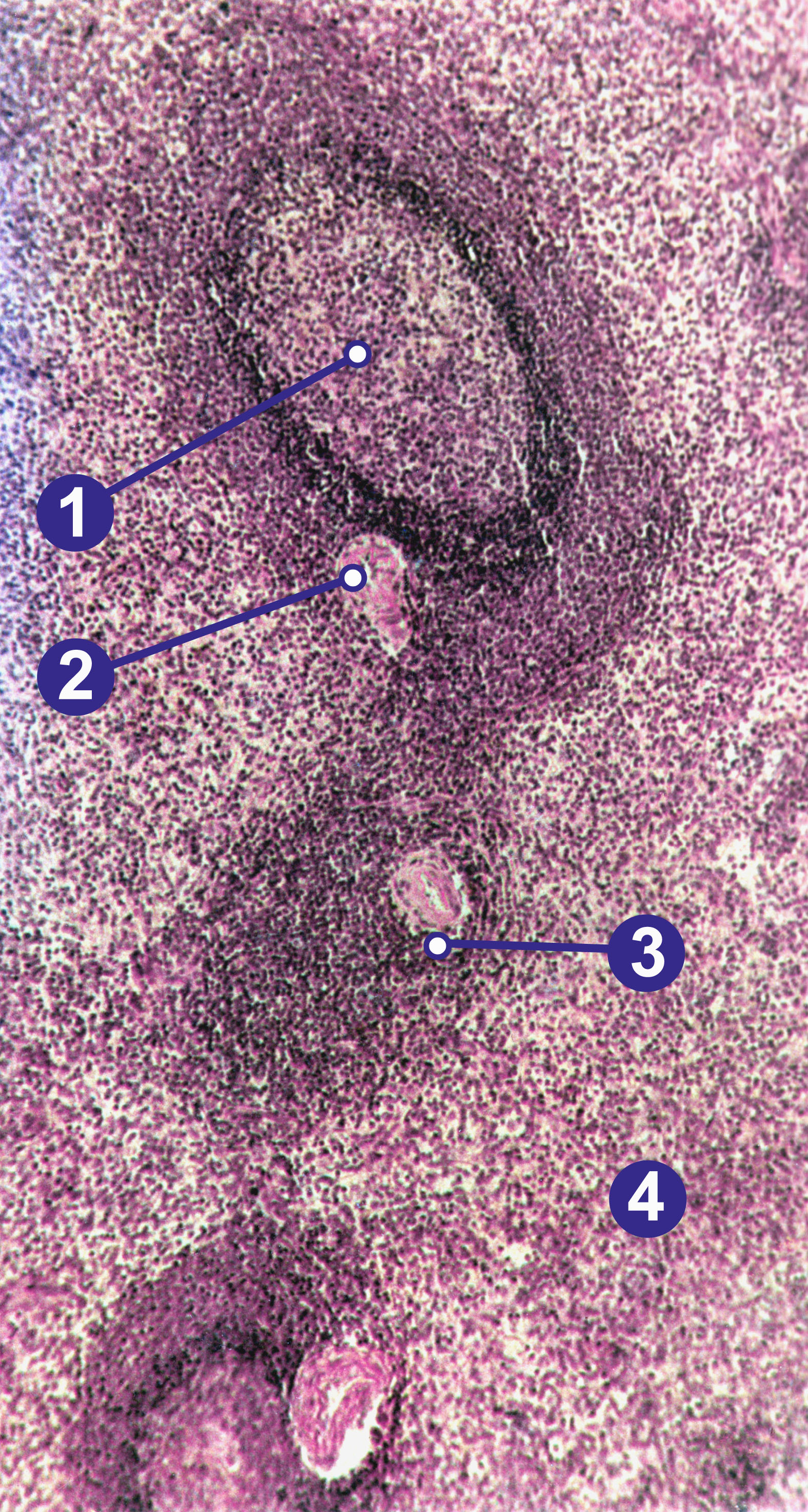
Obraz histologiczny śledziony człowieka: (1) centrum rozrodcze (miazga biała), (2) tętniczka środkowa, (3) miazga biała – otaczająca t. środkową, (4) miazga czerwona

Narząd ten jest zbudowany z siateczkowej tkanki łącznej. Na przekroju poprzecznym widać wysepki miazgi białej, czyli skupiska limfocytów wokół naczyń krwionośnych. Składa się ona z grudek chłonnych pierwotnych oraz wtórnych. Grudki pierwotne zawierają limfocyty, które nie zetknęły się z antygenem. Grudki wtórne zawierają limfocyty B oraz komórki prezentujące antygeny i umożliwiające limfocytom B rozpoznawanie antygenu, następową proliferację, dojrzewanie, tworzenie przeciwciał, a następnie dojrzewanie do komórek plazmatycznych. Ta część śledziony przynależy do układu limfatycznego. Białe wysepki otacza miazga czerwona. Śledzionę otacza błona surowicza i torebka włóknista. Od torebki odchodzą pasma tkanki włóknistej nazywane beleczkami (trabeculae lienis), wchodzące w miąższ narządu w postaci pasm i błon. Beleczki są zbudowane ze sprężystych włókien i komórek mięśni gładkich. Zależnie od ruchów tych ostatnich śledziona może się kurczyć i rozkurczać, zasysając krew lub wypychając ją do krwiobiegu.

### Unaczynienie
Śledzionę odżywia tętnica śledzionowa odchodząca od pnia trzewnego, biegnąca w więzadle przeponowo-śledzionowym. We wnęce narządu rozdziela się na sześć lub więcej gałęzi śledzionowych, które biegną w beleczkach śledziony rozpadając się na drobniejsze tętniczki. Żyła śledzionowa biegnie razem z tętnicą w więzadle przeponowo-śledzionowym i powstaje we wnęce z połączenia sześciu lub więcej żył wychodzących z beleczek śledziony.

## Fizjologia
Głównym zadaniem śledziony jest wytwarzanie immunoglobulin. Śledziona jest miejscem usuwania defektywnych lub „starych” erytrocytów, krwinek białych oraz trombocytów.  Śledziona może magazynować pewną pulę krwi.
Śledziona nie jest niezbędna do życia, w przypadku jej usunięcia (splenektomii) czynność jest przejmowana przez inne narządy (głównie przez wątrobę). Jednakże ludzie pozbawieni śledziony wykazują nieco niższą odporność, ponieważ śledziona odpowiada za niszczenie bakterii otoczkowych (na przykład pneumokoków) w przypadku bakteriemii. Niski wpływ usunięcia śledziony na odpowiedź immunologiczną jest spowodowany głównie tym, że większość antygenów jest filtrowana w naczyniach limfatycznych.

## Śledziona w stanach patologii
W niektórych chorobach dochodzi do (niekiedy znacznego) powiększenia śledziony, co określa się jako splenomegalię. Zaburzenia ogólnoustrojowe związane ze splenomegalią określa się jako hipersplenizm. Samo powiększenie śledziony nie jest wskazaniem do leczenia operacyjnego.

### Nieprawidłowości rozwojowe
Możliwe wady rozwojowe śledziony to asplenia, śledziony dodatkowe i połączenie śledzionowo-mosznowe.

### Badanie śledziony
Śledzionę bada się przedmiotowo opukiwaniem i obmacywaniem. Najlepsze warunki do opukiwania narządu występują w ułożeniu pośrednim między ułożeniem na wznak lub prawobocznym. Można też opukiwać śledzionę u pacjenta stojącego. 
Obmacywanie śledziony przeprowadzane jest dwuręcznie: jedna ręka wywiera nacisk na śledzionę z tyłu lewej strony klatki piersiowej, palce drugiej ręki lekarz wsuwa pod łuk żebrowy. Śledziona nie daje objawu balotowania, co pozwala ją niekiedy odróżnić od powiększonej lewej nerki. Prawidłowo funkcjonująca śledziona jest niewyczuwalna.